# Folketingsmedlemmer valgt i 1990

Folketingets medlemmer (MF) tæller 179 medlemmer (mandater). Heraf er to fra Færøerne og to fra Grønland. Medlemmerne vælges fra 19 valgkredse for en periode på fire år.
Alfabetisk liste over Folketingets medlemmer valgt ved folketingsvalget den 12. december 1990.
| Partibogstav | Partinavn                   | Partileder              | Mandater | +/- |
| ------------ | --------------------------- | ----------------------- | -------- | --- |
| A            | Socialdemokratiet           | Svend Auken             | 69       | +14 |
| B            | Radikale Venstre            | Marianne Jelved         | 7        | -3  |
| C            | Det Konservative Folkeparti | Poul Schlüter           | 30       | -5  |
| D            | Centrum-Demokraterne        | Mimi Jakobsen           | 9        | 0   |
| F            | Socialistisk Folkeparti     | Gert Petersen           | 15       | -9  |
| Q            | - Kristeligt Folkeparti     | Flemming Kofod-Svendsen | 4        | 0   |
| V            | Venstre                     | Uffe Ellemann-Jensen    | 29       | +7  |
| Z            | Fremskridtspartiet          | Pia Kjærsgaard          | 12       | -4  |

## De valgte medlemmer
| Navn                        | Parti                       |
| --------------------------- | --------------------------- |
| Niels Ahlmann-Ohlsen        | Det Konservative Folkeparti |
| Sonja Albrink               | Centrum-Demokraterne        |
| Else Winther Andersen       | Venstre                     |
| Hanne Andersen              | Socialdemokratiet           |
| Henning Andersen            | Det Konservative Folkeparti |
| Jytte Andersen              | Socialdemokratiet           |
| Poul Andersen               | Socialdemokratiet           |
| Charlotte Antonsen          | Venstre                     |
| Elisabeth Arnold            | Radikale Venstre            |
| Svend Auken                 | Socialdemokratiet           |
| Kai Dige Bach               | Det Konservative Folkeparti |
| Børge Bakholt               | Socialdemokratiet           |
| Kim Behnke                  | Fremskridtspartiet          |
| Tom Behnke                  | Fremskridtspartiet          |
| Helen Beim                  | Socialdemokratiet           |
| Dorte Bennedsen             | Socialdemokratiet           |
| Jens Bilgrav-Nielsen        | Radikale Venstre            |
| Ritt Bjerregaard            | Socialdemokratiet           |
| Mariann Fischer Boel        | Venstre                     |
| Óli Breckmann               | Fólkaflokkurin              |
| Peter Brixtofte             | Venstre                     |
| Aage Brusgaard              | Fremskridtspartiet          |
| Hans Peter Baadsgaard       | Socialdemokratiet           |
| Erling Christensen          | Socialdemokratiet           |
| Frode Nør Christensen       | Centrum-Demokraterne        |
| Henning Lysholm Christensen | - Kristeligt Folkeparti     |
| Jan Køpke Christensen       | Fremskridtspartiet          |
| Ole Vagn Christensen        | Socialdemokratiet           |
| Pia Christmas-Møller        | Det Konservative Folkeparti |
| H.P. Clausen                | Det Konservative Folkeparti |
| Inge Dahl-Sørensen          | Venstre                     |
| Atli P. Dam                 | Javnaðarflokkurin           |
| Helle Degn                  | Socialdemokratiet           |
| Tommy Dinesen               | Socialistisk Folkeparti     |
| Ole Donner                  | Fremskridtspartiet          |
| Peter Duetoft               | Centrum-Demokraterne        |
| Lone Dybkjær                | Radikale Venstre            |
| Henning Dyremose            | Fremskridtspartiet          |
| Poul Erik Dyrlund           | Socialdemokratiet           |
| Uffe Ellemann-Jensen        | Venstre                     |
| Hans Engell                 | Det Konservative Folkeparti |
| Knud Enggaard               | Venstre                     |
| Hans E. Erenbjerg           | Socialdemokratiet           |
| Ole Espersen                | Socialdemokratiet           |
| Jørgen Estrup               | Radikale Venstre            |
| Eva Fatum                   | Socialdemokratiet           |
| Ove Fich                    | Socialdemokratiet           |
| Viggo Fischer               | Det Konservative Folkeparti |
| Pernille Forchhammer        | Socialdemokratiet           |
| Pernille Frahm              | Socialistisk Folkeparti     |
| Steen Gade                  | Socialistisk Folkeparti     |
| Lars P. Gammelgaard         | Det Konservative Folkeparti |
| Henning Gjellerod           | Socialdemokratiet           |
| Pia Gjellerup               | Socialdemokratiet           |
| Martin Glerup               | Socialdemokratiet           |
| Knud Glønborg               | - Kristeligt Folkeparti     |
| Holger Graversen            | Socialdemokratiet           |
| Henning Grove               | Det Konservative Folkeparti |
| Lilli Gyldenkilde           | Socialistisk Folkeparti     |
| Anna-Marie Hansen           | Socialdemokratiet           |
| Birthe Hansen               | Socialistisk Folkeparti     |
| Eva Kjer Hansen             | Venstre                     |
| Flemming Hansen             | Det Konservative Folkeparti |
| Ivar Hansen                 | Venstre                     |
| J.K. Hansen                 | Socialdemokratiet           |
| Peter Hansen-Nord           | Venstre                     |
| Søren Hansen                | Socialdemokratiet           |
| Svend Heiselberg            | Venstre                     |
| Lotte Henriksen             | Socialdemokratiet           |
| Jytte Hilden                | Socialdemokratiet           |
| Karl Hjortnæs               | Socialdemokratiet           |
| Lis Noer Holmberg           | Centrum-Demokraterne        |
| Birthe Rønn Hornbech        | Venstre                     |
| Svend Erik Hovmand          | Venstre                     |
| Birgitte Husmark            | Socialistisk Folkeparti     |
| Hans Hækkerup               | Socialdemokratiet           |
| Klaus Hækkerup              | Socialdemokratiet           |
| Lise Hækkerup               | Socialdemokratiet           |
| Bertel Haarder              | Venstre                     |
| Niels Højland               | Fremskridtspartiet          |
| Kaj Ikast                   | Det Konservative Folkeparti |
| Erhard Jacobsen             | Centrum-Demokraterne        |
| Hanne Thanning Jacobsen     | Socialistisk Folkeparti     |
| Kirsten Jacobsen            | Fremskridtspartiet          |
| Mimi Jakobsen               | Centrum-Demokraterne        |
| Marianne Jelved             | Radikale Venstre            |
| Svend Aage Jensby           | Venstre                     |
| Anders Mølgaard Jensen      | Venstre                     |
| Arne Jensen                 | Socialdemokratiet           |
| Filt Jensen                 | Venstre                     |
| Frank Jensen                | Socialdemokratiet           |
| Hans Jørgen Jensen          | Socialdemokratiet           |
| Karen Højte Jensen          | Det Konservative Folkeparti |
| Ole Vig Jensen              | Radikale Venstre            |
| Karen Jespersen             | Socialdemokratiet           |
| Bente Juncker               | Centrum-Demokraterne        |
| Annette Just                | Fremskridtspartiet          |
| Anker Jørgensen             | Socialdemokratiet           |
| Helen Jørgensen             | Socialdemokratiet           |
| Jens Jørgensen              | Det Konservative Folkeparti |
| Poul Qvist Jørgensen        | Socialdemokratiet           |
| Kent Kirk                   | Det Konservative Folkeparti |
| Knud E. Kirkegaard          | Det Konservative Folkeparti |
| Pia Kjærsgaard              | Fremskridtspartiet          |
| J. Risgaard Knudsen         | Socialdemokratiet           |
| Flemming Kofod-Svendsen     | - Kristeligt Folkeparti     |
| Niels Anker Kofoed          | Venstre                     |
| Henrik Dam Kristensen       | Socialdemokratiet           |
| Erik Larsen                 | Venstre                     |
| Pia Larsen                  | Venstre                     |
| Agnete Laustsen             | Det Konservative Folkeparti |
| Tove Lindbo Larsen          | Socialdemokratiet           |
| Anne Birgitte Lundholt      | Det Konservative Folkeparti |
| Torben Lund                 | Socialdemokratiet           |
| Jes Lunde                   | Socialistisk Folkeparti     |
| Mogens Lykketoft            | Socialdemokratiet           |
| Kirsten Madsen              | Fremskridtspartiet          |
| Lissa Mathiasen             | Socialdemokratiet           |
| Arne Melchior               | Centrum-Demokraterne        |
| Christian Mejdahl           | Venstre                     |
| Anne-Marie Meldgaard        | Socialdemokratiet           |
| Sonja Mikkelsen             | Socialdemokratiet           |
| Else Marie Mortensen        | Socialdemokratiet           |
| Helge Mortensen             | Socialdemokratiet           |
| Eva Møller                  | Det Konservative Folkeparti |
| Grethe Fenger Møller        | Det Konservative Folkeparti |
| Helge Adam Møller           | Det Konservative Folkeparti |
| Kjeld Rahbæk Møller         | Socialistisk Folkeparti     |
| Lone Møller                 | Socialdemokratiet           |
| Per Stig Møller             | Det Konservative Folkeparti |
| Henning Nielsen             | Socialdemokratiet           |
| Holger K. Nielsen           | Socialistisk Folkeparti     |
| Erik Ninn-Hansen            | Det Konservative Folkeparti |
| Ivar Nørgaard               | Socialdemokratiet           |
| Poul Nielson                | Socialdemokratiet           |
| Poul Nødgaard               | Fremskridtspartiet          |
| Erling Olsen                | Socialdemokratiet           |
| Inger Stilling Pedersen     | - Kristeligt Folkeparti     |
| Jørn Pedersen               | Socialdemokratiet           |
| Thor Pedersen               | Venstre                     |
| Gert Petersen               | Socialistisk Folkeparti     |
| Jan Petersen                | Socialdemokratiet           |
| Niels Helveg Petersen       | Radikale Venstre            |
| Jette Pors                  | Centrum-Demokraterne        |
| Kaj Poulsen                 | Socialdemokratiet           |
| Anders Fogh Rasmussen       | Venstre                     |
| Henning Rasmussen           | Socialdemokratiet           |
| Poul Nyrup Rasmussen        | Socialdemokratiet           |
| Ingrid Rasmussen            | Socialdemokratiet           |
| Torben Rechendorff          | Det Konservative Folkeparti |
| Søren Riishøj               | Socialistisk Folkeparti     |
| Hans-Pavia Rosing           | Siumut                      |
| Jens Rønholt                | Det Konservative Folkeparti |
| Pernille Sams               | Det Konservative Folkeparti |
| Helge Sander                | Venstre                     |
| Peder Sass                  | Socialdemokratiet           |
| Ernst B. Schmidt            | Fremskridtspartiet          |
| Hanne Severinsen            | Venstre                     |
| Poul Schlüter               | Det Konservative Folkeparti |
| Grete Schødts               | Socialdemokratiet           |
| Ole Løvig Simonsen          | Socialdemokratiet           |
| Erik B. Smith               | Socialdemokratiet           |
| Jimmy Stahr                 | Socialdemokratiet           |
| Ole Stavad                  | Socialdemokratiet           |
| Otto Steenholdt             | Atassut                     |
| Ebba Strange                | Socialistisk Folkeparti     |
| Peder Sønderby              | Venstre                     |
| Jens Thoft                  | Socialistisk Folkeparti     |
| Bodil Thrane                | Venstre                     |
| Jan Trøjborg                | Socialdemokratiet           |
| Svend Taanquist             | Socialdemokratiet           |
| Per Tærsbøl                 | Det Konservative Folkeparti |
| Laurits Tørnæs              | Venstre                     |
| John Vinther                | Det Konservative Folkeparti |
| Pelle Voigt                 | Socialistisk Folkeparti     |
| Birte Weiss                 | Socialdemokratiet           |
| Bjørn Rømer Westh           | Socialdemokratiet           |
| Jørgen Winther              | Venstre                     |
| Christian O. Aagaard        | Det Konservative Folkeparti |

## Parti- og personskift i perioden 1990-94

### Partiskift
| Navn              | Gammelt parti        | Nyt parti | Dato             |
| ----------------- | -------------------- | --------- | ---------------- |
| Lis Noer Holmberg | Centrum-Demokraterne | Løsgænger | 21. januar 1993  |
| Lis Noer Holmberg | Løsgænger            | Venstre   | 27. januar 1993  |
| Bente Juncker     | Centrum-Demokraterne | Løsgænger | 28. februar 1994 |

### Personskift
| Stedfortræder       | Parti                       | Afløst medlem           | Dato               | Begrundelse                         |
| ------------------- | --------------------------- | ----------------------- | ------------------ | ----------------------------------- |
| Svend Aage Jensen   | Centrum-Demokraterne        | Frode Nør Christensen   | 3. oktober 1991    | Christensen nedlagde sit mandat.    |
| Bjarne Laustsen     | Socialdemokratiet           | Arne Jensen             | 11. november 1992  | Jensen afgik ved døden.             |
| Vibeke Grønbæk      | Radikale Venstre            | Ole Vig Jensen          | 2. februar 1993    | Jensen nedlagde sit mandat.         |
| Merethe Due Jensen  | - Kristeligt Folkeparti     | Flemming Kofod-Svendsen | 2. februar 1993    | Kofod-Svendsen nedlagde sit mandat. |
| Hans Larsen-Ledet   | Radikale Venstre            | Marianne Jelved         | 2. februar 1993    | Jelved nedlagde sit mandat.         |
| Dorit Myltoft       | Radikale Venstre            | Niels Helveg Petersen   | 2. februar 1993    | Petersen nedlagde sit mandat.       |
| Ilse Hansen         | Socialdemokratiet           | Kaj Poulsen             | 30. marts 1993     | Poulsen nedlagde sit mandat.        |
| Ole M. Nielsen      | - Kristeligt Folkeparti     | Knud Glønborg           | 10. september 1993 | Glønborg nedlagde sit mandat.       |
| Ole Bernt Henriksen | Det Konservative Folkeparti | Lars P. Gammelgaard     | 12. februar 1994   | Gammelgaard afgik ved døden.        |
| Villy Søvndal       | Socialistisk Folkeparti     | Lilli Gyldenkilde       | 1. august 1994     | Gyldenkilde nedlagde sit mandat.    |